# Sant Andreu de la Barca (ort)
Sant Andreu de la Barca är en ort i Spanien.   Den ligger i provinsen Província de Barcelona och regionen Katalonien, i den östra delen av landet, 500 km öster om huvudstaden Madrid. Sant Andreu de la Barca ligger 61 meter över havet och antalet invånare är 26 401.
Terrängen runt Sant Andreu de la Barca är kuperad söderut, men norrut är den platt. Sant Andreu de la Barca ligger nere i en dal. Runt Sant Andreu de la Barca är det mycket tätbefolkat, med 6 019 invånare per kvadratkilometer. Närmaste större samhälle är Barcelona, 16,8 km öster om Sant Andreu de la Barca. Runt Sant Andreu de la Barca är det i huvudsak tätbebyggt.